# Liste der Kulturdenkmäler im Hamburger Bezirk Bergedorf
Dies ist eine veraltete Liste. Maßgeblich sind die Listen der Kulturdenkmäler in Hamburg nach dem Hamburger Denkmalschutzgesetz vom 5. April 2013, die wegen ihrer Größe nach Stadtteilen aufgeteilt sind.
Die folgende Liste enthält die in der Denkmalliste ausgewiesenen Denkmäler auf dem Gebiet der Freien und Hansestadt Hamburg, Bezirk Bergedorf.
Hinweis: Die Reihenfolge der Denkmäler in dieser Liste orientiert sich an den Stadtteilen und ist alternativ nach Denkmallistennummer, Straße oder Beschreibung sortierbar.
Basis ist die Denkmalliste (Stand: 21. November 2012) des Denkmalschutzamtes Hamburg. Diese enthält alle Objekte, die rechtskräftig nach dem Hamburger Denkmalschutzgesetz unter Denkmalschutz stehen (§ 5 DSchG HA) oder zumindest zeitweise standen. Darüber hinaus führt das Denkmalschutzamt eine noch umfangreichere Liste der erkannten Denkmäler (§ 7 a DSchG HA) mit den als schutzwürdig erkannten Objekten, für die das Gesetz bereits Auflagen bei Veränderungen bis zu einer möglichen Unterschutzstellung vorsieht.

| lfd. Nr. | Adresse                                                                                                 | Kurzbeschreibung | Eintragung | Löschung   | Stadtteil    | Bild                           |
| -------- | --- | --- | ---------- | ---------- | ------------ | ------------------------------ |
| 2        | Allermöher Deich 97                                                                                     | Dreieinigkeitskirche in Allermöhe, einschiffiger Backsteinfachwerkbau mit polygonalem Chorschluss, erbaut 1611 bis 1614, hölzerner Glockenturm an der Westwand. Hinweis: Die Umgebung der Dreieinigkeitskirche wurde am 17. September 1928 unter der Nummer 62 in die Denkmalliste eingetragen, das Flurstück 2192 als Bodendenkmal am 27. Januar 2009 unter der Nummer 1698. | 09.09.1921 |            | Allermöhe    |                                |
| 62       | Allermöher Deich 97, 99, Pastoratsweg 3                                                                 | die Umgebung der Dreieinigkeitskirche in Allermöhe, wie in der Denkmalliste kartiert. Hinweis: Die Dreieinigkeitskirche wurde bereits am 9. September 1921 unter der Nummer 2 in die Denkmalliste eingetragen, das Flurstück 2192 als Bodendenkmal am 27. Januar 2009 unter der Nummer 1698. | 17.09.1928 |            | Allermöhe    |                                |
| 125      | Allermöher Deich, Reitbrooker Mühlenbrücke (Grünstreifen)                                               | Fährstein von 1744, fein behauen, oben gewölbt, Inschrift Westseite: „Der Herr segne und behüte Dich“, Inschrift auf der Ostseite: Hauszeichen der Familie Odemann, Anno 1744, „Hier fehret man mit Pferde und Wagen über die Elbe nach Reitbrock Neugam und Zollenspieker“ | 16.12.1937 |            | Allermöhe    |                                |
| 378      | Moorfleeter Deich 359 (ehemals Billwerder Elbdeich 127)                                                 | ehemalige Staatsdomäne, Vereinigung von städtischem Landhaus und bäuerlichem Betrieb aus dem Ende des 17. Jahrhunderts; Landhausteil: Zweigeschossiger Backsteinfachwerkbau mit abgewalmtem, pfannengedeckten Satteldach. Bäuerlicher Hausteil: Backsteinfachwerkbau mit Reetdach | 05.09.1949 |            | Allermöhe    |                                |
| 503      | Allermöher Deich 209                                                                                    | Bauernhaus Staatsdomäne | 16.07.1962 | 19.05.1964 | Allermöhe    | heutiger Zustand               |
| 660      | Allermöher Deich 134                                                                                    | Backsteinfachwerkhaus mit reetgedecktem Krüppelwalmdach, erbaut 1841 | 29.09.1982 |            | Allermöhe    |                                |
| 1019     | Moorfleeter Deich schräg gegenüber Nummer 435                                                           | Pegelhaus, 1906 am Zusammentreffen von Dove Elbe und Gose Elbe in Betrieb genommene Wasserstandsmeßstation, heute nördlich des Eichbaum-Sees an Land stehend | 12.07.1993 |            | Allermöhe    |                                |
| 1110     | Moorfleeter Deich 408                                                                                   | reetgedecktes Fachwerkhaus von etwa 1800, heute als Wohnhaus mit Werkstatt genutzt, ehemals Wohnhaus mit Schulraum | 03.12.1996 |            | Allermöhe    |                                |
| 1119     | Moorfleeter Deich 483                                                                                   | reetgedecktes Bauernhaus aus dem 18. Jahrhundert | 25.02.1997 |            | Allermöhe    |                                |
| 1401     | Allermöher Deich 105                                                                                    | Ensemble, bestehend aus dem 1901 erbauten so genannten Kirchenschulhaus mitsamt den beiden davor stehenden Linden | 12.11.2003 |            | Allermöhe    |                                |
| 1698     | Allermöher Deich 97                                                                                     | archäologischer Fundplatz 32 in Allermöhe. Hinweis: Die Eintragungen in der Denkmalliste der Dreieinigkeitskirche unter der Nummer 2 vom 9. September 1921 und ihrer Umgebung unter der Nummer 62 vom 17. September 1928 bleiben bestehen. | 27.01.2009 |            | Allermöhe    |                                |
| 1896     | Kurfürstendeich 52                                                                                      | reetgedecktes Wohnhaus und Nebengebäude | 21.03.2012 |            | Allermöhe    |                                |
| 3        | Kirchenstegel 13                                                                                        | die Kirche St. Nicolai in Altengamme, einschiffiger Feldsteinbau aus der ersten Hälfte des 13. Jahrhunderts mit Ergänzungen in Ziegelmauerwerk, freistehender hölzerner Glockenturm an der Westseite. Hinweis: Die Umgebung der Kirche wurde am 2. Dezember 1930 unter der Nummer 94 in die Denkmalliste eingetragen. Die Kirche und ihre Umgebung sind seit dem 24. Januar 2006 ebenfalls als Bestandteile des Ensembles Ortskern Altengamme unter der Nummer 1523 in der Denkmalliste verzeichnet, das Flurstück 470 seit dem 27. Januar 2009 außerdem als Bodendenkmal unter der Nummer 1695. | 09.09.1921 |            | Altengamme   |                                |
| 67       | Elbdeich 1                                                                                              | das Haus Reitbrook | 23.11.1928 | 30.03.1929 | Altengamme   |                                |
| 94       | Kirchenstegel 11, 16, 18, 20                                                                            | die Umgebung der als Baudenkmal geschützten Kirche St. Nicolai in Altengamme in den Grenzen, wie in der Denkmalliste kartiert. Hinweis: Die Kirche St. Nicolai wurde bereits am 9. September 1921 unter der Nummer 3 in die Denkmalliste eingetragen. Die Kirche und deren Umgebung sind seit dem 24. Januar 2006 ebenfalls als Bestandteile des Ensembles Ortskern Altengamme unter der Nummer 1523 in der Denkmalliste verzeichnet, das Flurstück 470 außerdem als Bodendenkmal seit dem 27. Januar 2009 unter der Nummer 1695. | 02.12.1930 |            | Altengamme   |                                |
| 119      | Altengammer Hausdeich 62                                                                                | Vierländer Bauernhaus, Backsteinfachwerk mit beiderseitig abgewalmtem Reetdach, Zweiständerbau von 1697 mit Veränderungen des 19. Jahrhunderts. Hinweis: Seit dem 19. Juli 2006 ist das Bauernhaus außerdem als Teil des Ensembles Altengammer Hausdeich 38 a-84, 67-85 unter der Nummer 1549 in der Denkmalliste verzeichnet. | 05.08.1937 |            | Altengamme   |                                |
| 127      | Horster Damm südöstlich Nummer 354                                                                      | reetgedeckter Spieker | 16.12.1937 |            | Altengamme   |                                |
| 139      | Altengammer Elbdeich 117                                                                                | Vierländer Bauernhaus | 02.06.1939 | 12.06.1944 | Altengamme   |                                |
| 251      | Elbdeich 117                                                                                            | Großkate | 16.02.1942 | 01.11.1948 | Altengamme   |                                |
| 265      | Altengammer Elbdeich 166                                                                                | Vollhufnerhaus in Hamburg-Altengamme, Zweiständerbau mit Dachbalkenzimmerung. Backsteinfachwerk, Reetdach, Mitte 17. und 19. Jahrhundert. Im Innern: Treppe und Intarsien | 17.04.1942 |            | Altengamme   |                                |
| 266      | Horster Damm 329                                                                                        | Vollhufnerhaus in Hamburg-Altengamme-Horst, Backsteinfachwerkhaus mit beiderseitig abgewalmtem Reetdach, um 1700 | 17.04.1942 |            | Altengamme   |                                |
| 655      | Horster Damm 345 und 349                                                                                | reetgedeckte Gebäudegruppe von Hufnerhaus und Kate (Anfang 19. Jahrhundert) | 04.05.1982 |            | Altengamme   |                                |
| 677      | Altengammer Elbdeich 14                                                                                 | reetgedeckte Vierländer Kate aus der Mitte des 19. Jahrhunderts | 12.01.1983 |            | Altengamme   |                                |
| 912      | Horster Damm 293                                                                                        | reetgedeckte ehemalige Bauernkate mit Fachwerkkonstruktion, deren um 1700 entstandener Kern kurz nach 1800 neu ummantelt und mit Schornstein ausgestattet wurde | 18.10.1989 |            | Altengamme   |                                |
| 998      | Horster Damm 45                                                                                         | Fachwerkwohnhaus von 1869 mit reetgedecktem Krüppelwalmdach und massivem Stallanbau aus der Jahrhundertwende | 26.10.1992 |            | Altengamme   |                                |
| 1128     | Altengammer Elbdeich 188                                                                                | Gesamtanlage, bestehend aus dem Haupthaus, der Scheune, dem Nebengebäude sowie den Freiflächen und der am Deich stehenden Linde, wie in der Denkmalliste kartiert | 27.03.1997 |            | Altengamme   |                                |
| 1136     | Horster Damm 11                                                                                         | ehemaliges Bahnhofsempfangsgebäude „Borghorst“ der Marschbahn, 1921 als zweigeschossiges Backsteingebäude unter einem Walmdach in der traditionellen Architektursprache der 1920er Jahre erbaut | 13.06.1997 |            | Altengamme   |                                |
| 1230     | Altengammer Elbdeich 224                                                                                | großes Hufnerhaus mit massiven Außenwänden, Wirtschaftsgiebel mit Restfachwerk, Walm und Kehlbalkendach mit Reetdeckung, Innengerüst aus der Zeit um 1633 | 26.08.1999 |            | Altengamme   |                                |
| 1303     | Altengammer Elbdeich 70, 76                                                                             | Ensemble, bestehend aus dem Wohnwirtschaftsgebäude, dem Landarbeiterkaten und drei Windbäumen | 28.08.2001 |            | Altengamme   |                                |
| 1423     | Altengammer Hausdeich 28                                                                                | Ensemble, bestehend aus dem 1920 nach Entwürfen des Architekten Otto Ehlers erbauten Wohnhaus mit hakenförmigen Stall- und Werkstattanbau | 28.04.2004 |            | Altengamme   |                                |
| 1523     | Kirchenstegel 1-13, 8, 12, 16-20                                                                        | Ensemble Ortskern Altengamme, insbesondere bestehend aus Kirche mit Kirchturm, altem Friedhofsteil, Pastorat mit Gartenfläche, ehemaliger Kirchenschule, neuer Schule, ehemaligem Krämerladen und Gaststätte, Kirchendienerwohnhaus, Denkmal am Friedhofseingang, historischer Pflasterung des Kirchenstegels, Bäumen, Hecken, Zäunen am Kirchengrundstück und am Grundstück des ehemaligen Kirchendienerhauses, wie mit dem Bebauungsplan Altengamme 10 festgelegt Das maßgebliche Stück des Bebauungsplans und die ihm beigegebene Begründung sind beim Staatsarchiv zur kostenfreien Einsicht für jedermann niedergelegt. Hinweis: Die Eintragungen in der Denkmalliste der Kirche St. Nicolai unter Nummer 3 vom 9. September 1921 und der Umgebung der Kirche unter Nummer 94 vom 2. Dezember 1930 bleiben weiterhin bestehen. Das Flurstück 470 ist außerdem als Bodendenkmal seit dem 27. Januar 2009 unter der Nummer 1695 in der Denkmalliste verzeichnet. | 24.01.2006 |            | Altengamme   |                                |
| 1545     | Altengammer Elbdeich 236, 238                                                                           | Ensemble aus Bauernhaus in traditioneller Großform im Vierländer Heimatstil (Nr. 236) und Altenteilerhaus von 1930 in traditioneller Architektursprache mit gemäßigten expressionistischen Elementen (Nr. 238), wie mit dem Bebauungsplan Altengamme 9/Neuengamme 11 festgelegt Das maßgebliche Stück des Bebauungsplans und die ihm beigegebene Begründung sind beim Staatsarchiv zur kostenfreien Einsicht für jedermann niedergelegt. | 20.06.2006 |            | Altengamme   |                                |
| 1549     | Altengammer Hausdeich 38 a-84, 67-85                                                                    | Wohn-, Hufner- und Wirtschaftsgebäude \| in den Grenzen, wie mit dem Bebauungsplan Altengamme 8/Neuengamme 10 festgelegt. Das maßgebliche Stück des Bebauungsplans und die ihm beigegebene Begründung sind beim Staatsarchiv zur kostenfreien Einsicht für jedermann niedergelegt. Hinweis: Die Eintragung in der Denkmalliste unter der Nummer 119 vom 5. August 1937 des Vierländer Bauernhauses Altengammer Hausdeich 62 bleibt weiter bestehen. | 19.07.2006 |            | Altengamme   |                                |
| 1695     | Kirchenstegel 13                                                                                        | archäologischer Fundplatz 14 in Altengamme. Hinweis: Die Eintragungen der St.-Nicolai-Kirche unter der Nummer 3 vom 9. September 1921 und ihrer Umgebung unter der Nummer 94 vom 2. Dezember 1930 sowie des Ensembles Ortskern Altengamme unter der Nummer 1523 vom 24. Januar 2006 bleiben bestehen. | 27.01.2009 |            | Altengamme   |                                |
| 1714     | Altengammer Elbdeich 36                                                                                 | Ensemble, bestehend aus der im 17. Jahrhundert errichteten Kleinkate mit Reetdach und dem Brunnen | 06.05.2009 |            | Altengamme   |                                |
| 1844     | Altengammer Hauptdeich 130                                                                              | 1876 erbaute Altengammer Mühle, bestehend aus dem ehemaligen Galerieholländer und mehreren jüngeren Anbauten einschließlich der erhaltenen Industriemühlenanlage | 24.11.2010 |            | Altengamme   |                                |
| 11       | Johann-Adolf-Hasse-Platz 3 (vorher Alte Holstenstraße 81)                                               | St.-Petri-und-Pauli-Kirche in Bergedorf, schlichter einschiffiger Backsteinfachwerkbau auf rechteckigem Grundriss mit fünfseitigem Chorschluss und späteren Anbauten, Neubau um 1500. Hinweis: Die Umgebung der Kirche wurde unter der Nummer 29 am 1. Juni 1923 in die Denkmalliste eingetragen, den Nummern 245 und 246 am 16. Februar 1942 sowie Nummer 382 am 17. Mai 1950. Seit dem 26. Januar 2009 ist die Fläche der Kirche sowie ein Teil ihrer Umgebung unter der Nummer 29 als Bodendenkmal unter der Nummer 1691 in die Denkmalliste eingetragen. | 07.02.1922 |            | Bergedorf    | mehr Bilder                    |
| 18       | Sachsentor 2                                                                                            | Gasthof „Stadt Hamburg“ (ehemals Großestraße 5). Zweigeschossige Eckhausgruppe in reich verziertem Ziegelfachwerk mit abgewalmtem Satteldach und Vollgiebel, Pfannendeckung. Eckhaus um 1550, Giebelhaus mit Durchfahrt um 1650 und barocker Zwischenbau sowie Anbau an der Hofseite 1957/58: Rückwärtige Anbauten ersatzlos abgebrochen. 1958/59: Abtragung des Hauptgebäudes. Aus städtebaulichen und verkehrstechnischen Gründen verschwenkter Wiederaufbau auf dem Grundstück mit neuem kleinen Verbindungsbau zum linken Nachbargebäude (Sachsentor 6) und rückwärtigem Anbau für Weinstube. Ferner Übernahme des Herbergszeichens der Schmiedegesellen (Denkmallisten-Nummer 69 vom 23. November 1928) vom abgebrochenen Haus Töpfertwiete 4. | 28.03.1922 |            | Bergedorf    |                                |
| 29       | Johann-Adolf-Hasse-Platz 1, 1 a, 3 (vorher Alte Holstenstraße 79, 79 a, 81), Bergedorfer Schloßstraße 2 | die Umgebung der St.-Petri-und-Pauli-Kirche einschließlich des neben der Kirche liegenden Pastorats und des Küsterhauses mit Hasseturm, wie in der Denkmalliste kartiert. Hinweis: Die Kirche wurde unter der Nummer 11 am 7. Februar 1922 in die Denkmalliste eingetragen, weiterer Umgebungsschutz unter den Nummern 245 und 246 am 16. Februar 1942 sowie Nummer 382 am 17. Mai 1950. Seit dem 28. Oktober 2008 ist ein Teil der Umgebung der Kirche als Bodendenkmal unter der Nummer 1679 eingetragen. Seit dem 26. Januar 2009 ist die Fläche der Kirche sowie ein Teil ihrer Umgebung als Bodendenkmal unter der Nummer 1691 in die Denkmalliste eingetragen. | 01.06.1923 |            | Bergedorf    |                                |
| 55       | Bergedorfer Schloßstraße ohne Nummer                                                                    | das Bergedorfer Schloss nebst Schlossgarten als Umgebung; viereckiger, von einem Graben umgebener Backsteinbau mit Innenhof aus dem 15., 16., und 17. Jahrhundert, in wesentlichen Teilen mehrfach verändert und erneuert. Satteldächer mit Pfannendeckung | 27.02.1926 |            | Bergedorf    | mehr Bilder                    |
| 69       | Sachsentor 2                                                                                            | Herbergszeichen der Schmiedegesellen (ehemals am Haus Töpfertwiete 4) 1958: Vor Abbruch des Hauses Töpfertwiete 4 von der Freien und Hansestadt Hamburg angekauft und an dem Gasthof „Stadt Hamburg“ Sachsentor 2 (Wiederaufbau von 1959) angebracht. Gasthof „Stadt Hamburg“ Denkmallisten-Nummer 18 vom 28. März 1922. | 23.11.1928 |            | Bergedorf    |                                |
| 121      | Billwerder Billdeich 616                                                                                | Hufnerhaus von 1719, Backsteinfachwerkhaus mit abgewalmtem Reetdach, nebst Ziergarten vor dem Haus als nähere Umgebung | 05.08.1937 | 11.05.2005 | Bergedorf    |                                |
| 243      | Neuer Weg 54                                                                                            | das alte Bahnhofsgebäude von 1842 in Hamburg-Bergedorf, erbaut 1842 nach den Plänen von Chateauneuf. Schlichter eingeschossiger Holzbau mit waagerechter Stülpverschalung. Zwei Flügel mit einer ursprünglich offenen rundbogigen Laube schließen sich im offenen Rechteck an einen achteckigen Turm mit Holzlaterne an. Schiefergedecktes flaches Satteldach. Der Bau gehört zu den ältesten Bahnhofsbauten Deutschlands | 16.02.1942 |            | Bergedorf    |                                |
| 244      | Chrysanderstraße 52 a                                                                                   | die Bergedorfer Windmühle von 1831 als Korn- und Holzmühle. Holländer Mühle mit Stert, massivem Unterbau und Galerie, dreigeschossiger Oberbau mit drehbarer Haube | 16.02.1942 |            | Bergedorf    |                                |
| 245      | Johann-Adolf-Hasse-Platz 2 (vorher Alte Holstenstraße 86)                                               | ehemalige Kornwassermühle von 1839 als Umgebung der Kirche St. Petri und Pauli, umgebaut, 1973/74 abgetragen und verändert wiederaufgebaut. Hinweis: Die Kirche wurde unter der Nummer 11 am 7. Februar 1922 in die Denkmalliste eingetragen, weiterer Umgebungsschutz unter der Nummer 29 am 1. Juni 1923, Nummer 246 am 16. Februar 1942 und Nummer 382 am 17. Mai 1950. | 16.02.1942 |            | Bergedorf    |                                |
| 246      | Alte Holstenstraße 82                                                                                   | das Fachwerkgebäude Alte Holstenstraße 82 als Umgebung der St.-Petri-und-Pauli-Kirche. Fachwerkgiebelhaus, zweigeschossig, mit doppelter profilierter Vorkragung und Satteldach mit Giebelpfosten. Doppelportal. Hinweis: Die Kirche wurde unter der Nummer 11 am 7. Februar 1922 in die Denkmalliste eingetragen, weiterer Umgebungsschutz unter der Nummer 29 am 1. Juni 1923, Nummer 245 am 16. Februar 1942 und Nummer 382 am 17. Mai 1950. | 16.02.1942 |            | Bergedorf    |                                |
| 247      | Alte Holstenstraße 84                                                                                   | Fachwerkgebäude, zweigeschossig mit doppelter profilierter Vorkragung, Traufengesims und Satteldach, Ende des 16. Jahrhunderts als ehemaliges Brauhaus und Kornbranntweinbrennerei gebaut | 16.02.1942 |            | Bergedorf    |                                |
| 248      | Sachsentor 29                                                                                           | das Werksteinportal mit profiliertem Gewände und Korbbogensturz mit Blattwerkschlussstein am Gebäude Sachsentor 29 um 1772 gebaut. Hinweis: Das Bürgerhaus Sachsentor 29 wurde am 4. Dezember 1985 unter der Nummer 774 in die Denkmalliste eingetragen. Die alte Eintragung des Werksteinportals vom 16. Februar 1942 wurde auf diese Nummer übertragen. | 16.02.1942 |            | Bergedorf    |                                |
| 249      | Kupferhof 1 (ehemals Nummer 2)                                                                          | Fachwerktraufenhaus um 1760, 1982: Grunderneuerung (Abtragung und Wiederaufbau) | 16.02.1942 |            | Bergedorf    |                                |
| 311      | Bergedorfer Schloss, Schlosshof                                                                         | zwei Kriegerplastiken (früher Vorderdeich vor Nr. 75) | 12.03.1943 |            | Bergedorf    |                                |
| 382      | Serrahn (Wasserfläche und Ufer)                                                                         | ehemaliger Mühlenkolk im Zusammenhang mit der ehemaligen Kornwassermühle, Johann-Adolf-Hasse-Platz 2 (vorher Alte Holstenstraße 86), als Umgebung der Kirche St. Petri und Pauli. Hinweis: Die Kirche wurde unter der Nummer 11 am 7. Februar 1922 in die Denkmalliste eingetragen, weiterer Umgebungsschutz unter der Nummer 29 am 1. Juni 1923 und unter den Nummern 245 und 246 am 16. Februar 1942. | 17.05.1950 |            | Bergedorf    |                                |
| 424      | Sachsentor 28                                                                                           | Fassade, Mansarddach und Stuckaturen des Fachwerktraufenhauses aus dem 18. Jahrhundert, in diesem Haus wurde am 15. März 1745 D. W. Soltau (Übersetzungen, Reiseberichte) geboren | 09.07.1955 |            | Bergedorf    |                                |
| 526      | Sachsentor 50                                                                                           | Fachwerkgiebelhaus des 18. Jahrhunderts | 15.12.1972 |            | Bergedorf    |                                |
| 527      | Sachsentor 52                                                                                           | Fachwerkgiebelhaus des 18. Jahrhunderts | 15.12.1972 |            | Bergedorf    |                                |
| 528      | Sachsentor 54                                                                                           | Fachwerkgiebelhaus des 18. Jahrhunderts | 15.12.1972 |            | Bergedorf    |                                |
| 536      | Doktorberg, Hulbepark                                                                                   | vorgeschichtlicher Grabhügel „Doktorberg“, Fundplatz 1 in Bergedorf | 27.07.1973 |            | Bergedorf    |                                |
| 537      | Hermann-Löns-Höhe                                                                                       | vorgeschichtlicher Grabhügel, Fundplatz 24 in Bergedorf | 27.07.1973 |            | Bergedorf    |                                |
| 633      | Holtenklinker Straße 115-117, 121-129, 139-145, 162-172                                                 | Bestandteil der Gebäudegruppe von Siedlungsbauten der 1920er Jahre Holtenklinker Straße 115-129, 137-145, 162-172 | 18.09.1981 |            | Bergedorf    |                                |
| 633      | Holtenklinker Straße 119                                                                                | 1924 entstandenes dreigeschossiges Klinkergebäude als Teil des Ensembles Holtenklinker Straße 115-129, 139-145 und 162-172. Hinweis: Die Ensemble-Teile Holtenklinker Straße 115-117, 121-129, 139-145 und 162-172 wurden bereits am 18. September 1981 unter dieser Nummer in die Denkmalliste eingetragen. | 06.05.2009 |            | Bergedorf    |                                |
| 634      | Justus-Brinckmann-Straße 49-51, Heysestraße 5-11                                                        | Bestandteil der Gebäudegruppe von Siedlungsbauten der 1920er Jahre JustusBrinckmann-Straße 29-51, August-Bebel-Straße 140-144, Heysestraße 1-15, Gojenbergsweg 73-83 | 18.09.1981 |            | Bergedorf    |                                |
| 737      | Gräpelweg 12                                                                                            | zweigeschossiges Jugendstilwohnhaus (Putzbau) | 17.10.1984 |            | Bergedorf    |                                |
| 774      | Sachsentor 29                                                                                           | Bürgerhaus, das in seinen wesentlichen Teilen aus der Zeit um 1700 stammt. Fachwerkkonstruktion im rückwärtigen Gebäudeteil. Barocke und klassizistische Stuckdecken im Innern Das Werksteinportal, um 1772 am Gebäude gebaut, ist bereits seit dem 16. Februar 1942 in die Denkmalliste eingetragen. Diese alte Eintragung unter der Nummer 248 wurde auf die neue Denkmallisten-Nummer 774 übertragen. | 04.12.1985 |            | Bergedorf    |                                |
| 788      | Vierlandenstraße 2, 4, 6, Kupferhof                                                                     | Siedlungsbau der 1920er Jahre | 11.02.1986 |            | Bergedorf    |                                |
| 806      | Reinbeker Weg 76 a                                                                                      | ehemaliger Wasserturm Bergedorf von 1902 | 05.08.1986 |            | Bergedorf    |                                |
| 936      | Alte Holstenstraße 76                                                                                   | Gesamtanlage, insbesondere bestehend aus dem zweigeschossigen, giebelständigen Fachwerkhaus, dessen Kern wohl aus der ersten Hälfte des 18. Jahrhunderts stammt, zusammen mit seiner historischen Ausstattung (zum Beispiel die etwa 1730/50 entstandene barocke Treppe, die Stuckdecken, die klassizistisch dekorative Deckenmalerei auf Leinwand) und mit der von etwa 1895 stammenden Konditorei/Caféausstattung (insbesondere Holzpaneelen, verspiegelten Vitrinen, Einbauschränken, Mobiliar, Trennwänden aus Holz und Glas sowie Tresen) | 25.05.1990 | 17.07.1995 | Bergedorf    |                                |
| 937      | Hermann-Distel-Straße 31                                                                                | Gesamtanlage, bestehend aus der 1910 von dem und durch den Architekten Hermann Distel errichteten Villa zusammen mit ihren festen Einbauten sowie einigem ausgewählten Mobiliar | 11.06.1990 |            | Bergedorf    |                                |
| 996      | Sachsentor 24                                                                                           | Wohn- und Geschäftshaus (Vordergebäude), 1888 vom Bergedorfer Zimmermeister und Architekten Hermann Lohse für den Schlachtermeister Hermann Minten in neorenaissancistischer Stilhaltung errichtet | 21.10.1992 |            | Bergedorf    |                                |
| 1038     | Reinbeker Weg 70                                                                                        | 1880 für Johann Emanuel Stoffert errichtete zweigeschossige, verputzte Villa mit hohem Sockelgeschoß | 14.03.1994 |            | Bergedorf    |                                |
| 1043     | Sachsentor 71                                                                                           | giebelständiges Fachwerkhaus aus dem 17. Jahrhundert | 05.07.1994 | 21.07.1999 | Bergedorf    |                                |
| 1062     | Sachsentor 15                                                                                           | zweigeschossiges Fachwerkgebäude aus dem 17., vermutlich sogar aus dem 16. Jahrhundert | 20.07.1995 |            | Bergedorf    |                                |
| 1074     | Sachsentor 17                                                                                           | zweigeschossiger Fachwerkbau aus dem 18. Jahrhundert | 08.01.1996 |            | Bergedorf    |                                |
| 1085     | Von-Anckeln-Straße 11                                                                                   | zweigeschossige, verputzte Villa von 1908 einschließlich der gesamten Einfriedung, die sich bis zur südlichen Grenze des Grundstücks Von-Anckeln-Straße 9 erstreckt. Hinweis: Als Umgebung der Villa ist das Grundstück seit dem 10. Oktober 1996 unter dieser Nummer in der Denkmalliste verzeichnet. | 17.04.1996 |            | Bergedorf    |                                |
| 1085     | Von-Anckeln-Straße 11                                                                                   | das Grundstück als Umgebung der Villa. Hinweis: Die Villa einschließlich der gesamten Einfriedung, die sich bis zur südlichen Grenze des Grundstücks Von-Anckeln-Straße 9 erstreckt, ist unter dieser Nummer seit dem 17. April 1996 in der Denkmalliste verzeichnet. | 10.10.1996 |            | Bergedorf    |                                |
| 1089     | Gojenbergsweg 112, 112 a–d                                                                              | Hamburger Sternwarte; zwischen 1906 und 1912 nach Plänen von Albert Erbe errichtete Gesamtanlage in neobarocken Architekturformen, bestehend aus dem Sternwartengelände mitsamt den historischen Gebäuden und ihrer Ausstattung als auch den optischen Geräten und technischen Details | 12.06.1996 |            | Bergedorf    | Hauptgebäude mit HD-Bibliothek |
| 1099     | Oberer Landweg 69                                                                                       | Vorstadtvilla von 1902 | 05.09.1996 |            | Bergedorf    | Nettelnburg Oberer Landweg 69  |
| 1113     | Gojenbergsweg 32-60, Justus-Brinckmann-Straße 3-27, 2, 4                                                | Gebäudegruppe aus den 1920er Jahren | 21.01.1997 |            | Bergedorf    |                                |
| 1147     | Am Brink 7                                                                                              | Gesamtanlage, bestehend aus dem Schulgebäude von 1856, dem Erweiterungsgebäude von 1873 und dessen Anbau aus dem frühen 20. Jahrhundert | 29.09.1997 |            | Bergedorf    |                                |
| 1151     | Ernst-Mantius-Straße 19                                                                                 | Wohnhaus von 1911 | 29.10.1997 |            | Bergedorf    |                                |
| 1169     | Chrysanderstraße 77                                                                                     | Ensemble, bestehend aus dem villenartigen, zweigeschossigen Wohnhaus von 1897 und dem schmiedeeisernen Einfriedungsgitter | 19.03.1998 |            | Bergedorf    |                                |
| 1183     | Wiebekingweg 1                                                                                          | ursprünglich vermutlich aus dem 17. Jahrhundert stammendes, ehemaliges Handwerkerhaus | 11.06.1998 |            | Bergedorf    |                                |
| 1187     | Wentorfer Straße 67 und 69                                                                              | Ensemble, bestehend aus den beiden Wohnhausbauten aus dem späten 19. Jahrhundert, vergrößerte Version von ‚Handwerkerhäusern‘ mit relativ üppigem Fassadenschmuck | 06.08.1998 |            | Bergedorf    |                                |
| 1197     | Reinbeker Weg 59                                                                                        | zweigeschossiges Backsteingebäude aus dem 19. Jahrhundert, ehemaliges Pensionat Steinfath | 16.09.1998 |            | Bergedorf    |                                |
| 1206     | Wentorfer Straße 54                                                                                     | traufständiges, eingeschossiges, backsteinsichtiges Gebäude mit übergiebeltem, holzgeschmücktem Zwerchdach als Teil des Ensembles Wentorfer Straße 54-58 | 21.12.1998 |            | Bergedorf    |                                |
| 1211     | Daniel-Hinsche-Straße 32                                                                                | 1922 von Bruno Wieck errichtetes zweigeschossiges Backsteingebäude mit aufwendigem Treppenhaus und typischem Villengrundriss der Jahrhundertwende. Vollständig erhaltene Innenausstattung mit Türen, Fenstern, Stuckdecken und Treppenlauf | 01.02.1999 |            | Bergedorf    |                                |
| 1282     | Möörkenweg 2                                                                                            | eingeschossige verputzte Villa mit hohem Krüppelwalmdach, errichtet 1912 nach Plänen des Architekten Wilhelm Sager. Hinweis: Die Böschungsmauer mit darüber liegender Einfriedung und gemauertem Eingangstor wurden als Bestandteil des Ensembles Möörkenweg 2 am 26. März 2012 unter derselben Nummer in die Denkmalliste eingetragen. | 15.03.2001 |            | Bergedorf    |                                |
| 1282     | Möörkenweg 2                                                                                            | Böschungsmauer mit darüber liegender Einfriedung und gemauertem Eingangstor als Bestandteil des Kulturdenkmals Möörkenweg 2 Hinweis: Das Kulturdenkmal Möörkenweg 2 wurde bereits am 15. März 2001 unter derselben Nummer in die Denkmalliste eingetragen. | 26.03.2012 |            | Bergedorf    |                                |
| 1299     | Von-Anckeln-Straße 12                                                                                   | 1912 nach Plänen des Architekten Otto Mayer in der Formensprache der Reformarchitektur errichtetes Wohnhaus | 26.07.2001 |            | Bergedorf    |                                |
| 1314     | Alte Holstenstraße 64                                                                                   | 1888 errichtetes dreigeschossiges Wohn- und Geschäftshaus, Teil des Ensembles Alte Holstenstraße 62, 64. Hinweis: Der weitere Teil des Ensembles, Alte Holstenstraße 62, wurde am 9. Juni 2005 unter der gleichen Nummer in die Denkmalliste eingetragen. | 06.11.2001 |            | Bergedorf    |                                |
| 1314     | Alte Holstenstraße 62                                                                                   | Ende des 19. Jahrhunderts errichtetes dreigeschossiges Wohn- und Geschäftshaus, als Teil des Ensembles Alte Holstenstraße 62, 64. Hinweis: Der weitere Teil des Ensembles, Alte Holstenstraße 64, wurde bereits am 6. November 2001 unter der gleichen Nummer in die Denkmalliste eingetragen. | 09.06.2005 |            | Bergedorf    |                                |
| 1383     | Serrahnstraße                                                                                           | 1901 von der Maschinenfabrik Nagel & Kaemp gefertigter, elektrisch betriebener Drehkran | 22.07.2003 |            | Bergedorf    |                                |
| 1388     | Von-Anckeln-Straße 3                                                                                    | 1910 von dem Architekten Bruno Wieck als eigenes Wohnhaus errichtetes Backsteingebäude | 18.08.2003 |            | Bergedorf    |                                |
| 1407     | Alte Holstenstraße 54                                                                                   | 1888 errichtetes ehemaliges Bahnhofshotel | 01.12.2003 |            | Bergedorf    |                                |
| 1492     | Kurt-A.-Körber-Chaussee                                                                                 | Grenzstein | 21.09.2005 |            | Bergedorf    |                                |
| 1493     | Weidenbaumsweg, südöstlich Randersweide 1e, Kampbille                                                   | Grenzstein | 21.09.2005 |            | Bergedorf    |                                |
| 1509     | Wentorfer Straße 155                                                                                    | Grenzstein | 18.10.2005 |            | Bergedorf    |                                |
| 1542     | Chrysanderstraße 2 d                                                                                    | Ensemble Feuerwache Bergedorf, bestehend aus dem Hauptgebäude für die Feuerwache und dem Nebengebäude mit Steigeturm | 13.06.2006 |            | Bergedorf    |                                |
| 1605     | Gräpelweg 10                                                                                            | 1903 von dem Architekten Peter Gottlob Jürgensen erbaute Villa | 04.07.2007 |            | Bergedorf    |                                |
| 1641     | Gojenbergsweg 30, Justus-Brinkmann-Straße 1 a                                                           | Ensemble, bestehend aus dem nach Plänen des Baudirektors Ruppel entstandenen dreiflügeligen Krankenhaus-Hauptgebäude sowie dem Wohngebäude mit zwei Dienstwohnungen und dem Gelände des jüdischen Friedhofs als Bodendenkmal Die Kartierung des Ensembles ist in der Denkmalliste hinterlegt. | 07.01.2008 |            | Bergedorf    | Bergedorf Gojenbergsweg 30     |
| 1660     | Von-Anckeln-Straße 1                                                                                    | 1910 nach Plänen des Architekten Bruno Wieck errichtetes Wohnhaus | 06.05.2008 |            | Bergedorf    |                                |
| 1679     | Bergedorfer Schloßstraße, Hans-Freese-Weg                                                               | archäologischer Fundplatz 63 in Bergedorf im Umfang, wie in der Denkmalliste kartiert. Hinweis: Die Eintragungen in der Denkmalliste des Bergedorfer Schlosses mit dem Schlossgarten als Umgebung unter der Nummer 55 vom 27. Februar 1926, der Plastiken im Schlosshof unter der Nummer 311 vom 12. März 1943 sowie eines Teils der Umgebung der Kirche St. Petri und Pauli unter der Nummer 29 vom 1. Juni 1943 bleiben weiterhin bestehen. | 28.10.2008 |            | Bergedorf    |                                |
| 1691     | Johann-Adolf-Hasse-Platz 1 a, 3                                                                         | archäologischer Fundplatz 80 in Bergedorf. Hinweis: Die Eintragungen der St.-Petri-und-Pauli-Kirche vom 7. Februar 1922 unter der Nummer 11 und ihrer Umgebung vom 1. Juni 1923 unter der Nummer 29 bleiben weiterhin bestehen. | 26.01.2009 |            | Bergedorf    |                                |
| 1692     | August-Bebel-Straße 210, Schorrhöhe                                                                     | archäologischer Fundplatz 7 in Bergedorf | 26.01.2009 |            | Bergedorf    |                                |
| 1772     | Hermann-Distel-Straße 25                                                                                | ehemalige Hansaschule, jetzt Hansa-Gymnasium Bergedorf, Schulgebäude, errichtet zwischen 1912 und 1913 nach Plänen von Fritz Schumacher | 04.08.2009 |            | Bergedorf    |                                |
| 1773     | Fiddigshagen 11                                                                                         | Schule Nettelnburg, als Siedlungsschule für die zwischen 1922 und 1930 entstandene Siedlung Nettelnburg errichtet | 04.08.2009 |            | Bergedorf    | Bergedorf Schule Fiddigshagen  |
| 1774     | Reinbeker Weg 76                                                                                        | ehemalige Luisenschule, jetzt Luisen-Gymnasium Bergedorf, Schulgebäude mit Einfriedung sowie der Bronzegruppe „Tanzende Vierländer“, errichtet von 1929 bis 1931 nach Plänen von Fritz Schumacher | 04.08.2009 |            | Bergedorf    |                                |
| 1783     | Chrysanderstraße 95                                                                                     | 1891 nach Plänen des Architekten H. W. Schaefer erbaute Villa | 08.09.2009 |            | Bergedorf    |                                |
| 1804     | Chrysanderstraße 26                                                                                     | Ensemble, bestehend aus dem 1934 nach Plänen des Architekten Rudolf Reusse errichteten Wohngebäude, den dazugehörigen Treppen, Pfeilern, Mäuerchen, Terrassen und der angebauten Garage | 10.02.2010 |            | Bergedorf    |                                |
| 1920     | Pfingstberg 14                                                                                          | 1913 vom Architekten Bruno Wieck in rotem Backstein errichtete eingeschossige Villa mit Mansarddach | 21.11.2012 |            | Bergedorf    |                                |
| 1921     | Sichter 35                                                                                              | 1905 von Hermann Lohse errichtete Villa mit Resten der Einfriedung als Teil des Ensembles Ambergstraße 3, Sichter 35 | 21.11.2012 |            | Bergedorf    |                                |
| 1922     | Duwockskamp 1                                                                                           | 1911 als Schulbau für die ehemalige Luisenschule errichteter traufständiger zweigeschossiger neobarocker Putzbau | 21.11.2012 |            | Bergedorf    |                                |
| 1923     | Reinbeker Weg 3                                                                                         | 1899 durch den Architekten Hermann Lohse als zweigeschossiger gründerzeitlicher Putzbau mit Stuckgliederung errichtete Villa | 21.11.2012 |            | Bergedorf    |                                |
| 1924     | Reinbeker Weg 43                                                                                        | Ensemble, etwa um 1850 errichtete und 1916 bis 1920 durch Hermann Distel und August Grubitz umgebaute Villa mit Einfriedung | 21.11.2012 |            | Bergedorf    |                                |
| 1925     | Lamprechtstraße 6                                                                                       | 1896 nach Plänen des Baumeisters Groth errichtete und 1905 erweiterte Villa Kufeke | 21.11.2012 |            | Bergedorf    |                                |
| 116      | Billwerder Billdeich 140                                                                                | Bronzeplakette des Bildhauers Opfermann für den Chemiker Friedlieb Ferdinand Runge, gestiftet vom Verein deutscher Chemiker, Bezirksverein Hamburg, an der Straßenseite des Hauses der Kirchengemeinde angebracht | 30.06.1937 |            | Billwerder   |                                |
| 252      | Billwerder Billdeich 138                                                                                | sieben alte Grabmale auf dem Friedhof der Kirche St. Nikolai in Billwerder. Hinweis: Die Kirche wurde am 19. Februar 1952 unter der Nummer 396 in die Denkmalliste eingetragen, das Flurstück 1266 als Bodendenkmal am 27. Januar 2009 unter der Nummer 1699, | 16.02.1942 |            | Billwerder   |                                |
| 269      | Billwerder Billdeich nordwestlich gegenüber Hausnummer 72 (Glockenhaus)                                 | Scheune von 1649 mit Reetdach, abgetragen von Heinrich-Osterath-Straße 179, ehemalige Hausnummer 27, wiederaufgebaut November 1986 gegenüber dem Glockenhaus. Hinweis: Die weitere Scheune nordöstlich gegenüber Hausnummer 72 (Glockenhaus) ist seit dem 10. November 1986 unter der Nummer 813 in der Denkmalliste verzeichnet. | 17.04.1942 |            | Billwerder   |                                |
| 358      | Billwerder Billdeich 72                                                                                 | zweigeschossiger Backsteinfachwerkbau mit steilem, abgewalmtem Pfannendach. Vorder- und Seitenfront mit Dacherkern | 18.09.1947 |            | Billwerder   |                                |
| 396      | Billwerder Billdeich 138                                                                                | St.-Nikolaikirche mit Ausstattung in Hamburg-Billwerder. Schlichter einschiffiger Backsteinbau mit 5/8-Schluss. Im Kern von 1739 mit massivem Westturm von 1884. Pfannengedecktes Dach in mansardähnlicher Form. Hinweis: Bereits am 16. Februar 1942 wurden unter der Nummer 252 sieben alte Grabmale auf dem Friedhof der Kirche in die Denkmalliste eingetragen, das Flurstück 1266 als Bodendenkmal am 27. Januar 2009 unter der Nummer 1699. | 19.12.1952 |            | Billwerder   |                                |
| 414      | Billwerder Billdeich 570                                                                                | Kleinkate, Backsteinfachwerkbau mit Reetdach | 08.03.1954 |            | Billwerder   |                                |
| 522      | Billwerder Billdeich 256                                                                                | bemalte Balkendecke im ersten Obergeschoß aus der Zeit um 1700. Hinweis: Das Wohnwirtschaftsgebäude wurde am 27. Januar 2009 unter dieser Nummer in die Denkmalliste eingetragen. | 17.08.1972 |            | Billwerder   |                                |
| 522      | Billwerder Billdeich 256                                                                                | um 1650 erbautes Wohnwirtschaftsgebäude mit Reetdach. Hinweis: Die bemalte Balkendecke im ersten Obergeschoss wurde bereits am 17. August 1972 unter dieser Nummer in die Denkmalliste eingetragen. | 27.01.2009 |            | Billwerder   |                                |
| 552      | Billwerder Billdeich 500                                                                                | Hufnerhaus | 01.08.1975 | 23.05.1984 | Billwerder   |                                |
| 813      | Billwerder Billdeich nordöstlich gegenüber Hausnummer 72 (Glockenhaus)                                  | Scheune von 1566 in Zweiständerbauweise mit Reetdach, 1973 abgetragen von dem Grundstück Neuengammer Hausdeich 603, wiederaufgebaut 1980 gegenüber dem Glockenhaus. Hinweis: Die weitere Scheune nordwestlich gegenüber Hausnummer 72 (Glockenhaus) ist bereits seit dem 17. April 1942 unter der Nummer 269 in der Denkmalliste verzeichnet. | 10.11.1986 |            | Billwerder   |                                |
| 901      | Billwerder Billdeich 330                                                                                | Gesamtanlage, insbesondere bestehend aus dem in typisch ländlicher Bauweise errichteten Fachwerkhaus mit Reetdach, der gepflasterten Hoffläche und den Windbäumen Die Kartierung mit den Grenzen der Gesamtanlage ist in der Denkmalliste hinterlegt. | 26.06.1989 |            | Billwerder   |                                |
| 1116     | Billwerder Billdeich 11, 11 a (vorher 11)                                                               | um 1900 erbautes Wohnhaus | 25.02.1997 |            | Billwerder   |                                |
| 1117     | Billwerder Billdeich 206, 208                                                                           | Gesamtanlage, bestehend aus den zwei reetgedeckten „Häuslingskaten“ von 1880 als Gebäudegruppe und den Bäumen vor dem Gebäude Nummer 208 | 25.02.1997 |            | Billwerder   |                                |
| 1118     | Billwerder Billdeich 266                                                                                | Doppelwohnhaus von 1884 | 25.02.1997 |            | Billwerder   |                                |
| 1216     | Billwerder Billdeich 424                                                                                | 1883 als Schulgebäude errichtetes, zweigeschossiges Backsteingebäude | 10.05.1999 |            | Billwerder   |                                |
| 1248     | Billwerder Billdeich 226                                                                                | Ensemble, bestehend aus dem bäuerlichen Wohnwirtschaftsgebäude von 1928 und zwei Scheunen | 16.06.2000 |            | Billwerder   |                                |
| 1526     | Billwerder Billdeich 96                                                                                 | in der zweiten Hälfte des 17. Jahrhunderts erbautes Wohnhaus, das so genannte Predigerwitwenhaus | 09.02.2006 |            | Billwerder   |                                |
| 1537     | Billwerder Billdeich 174                                                                                | um 1890 erbautes Bauernhaus | 29.03.2006 |            | Billwerder   |                                |
| 1699     | Billwerder Billdeich 138                                                                                | archäologischer Fundplatz 44 in Billwerder. Hinweis: Die Eintragungen in der Denkmalliste der Grabmale unter der Nummer 252 vom 16. Februar 1942 und der St.-Nikolai-Kirche unter der Nummer 396 vom 19. Februar 1952 bleiben bestehen. | 27.01.2009 |            | Billwerder   |                                |
| 4        | Curslacker Deich 142                                                                                    | die Kirche St. Johannis in Curslack, kreuzförmige Anlage mit dreiseitigem Ostabschluss, erbaut 1599 bis 1603. Hinweis: Die Umgebung der Kirche St. Johannis wurde am 2. Dezember 1930 unter der Nummer 93 in die Denkmalliste eingetragen, das Flurstück 387 als Bodendenkmal am 27. Januar 2009 unter der Nummer 1694. | 09.09.1921 |            | Curslack     |                                |
| 93       | Curslacker Deich 142                                                                                    | das Flurstück 387 als Umgebung der Kirche St. Johannis in Curslack. Hinweis: Die Kirche St. Johannis wurde bereits am 9. September 1921 unter der Nummer 4 in die Denkmalliste eingetragen, das Flurstück 387 außerdem als Bodendenkmal am 27. Januar 2009 unter der Nummer 1694. | 02.12.1930 |            | Curslack     |                                |
| 102      | Curslacker Deich 284                                                                                    | Feldentwässerungsmühle, abgetragen von ihrem ursprünglichen Standort Ochsenwerder Norderdeich südwestlich von Haus Nummer 132, früher Nummer 40, 1953/55 wiederaufgebaut im Vierländer Heimatmuseum „Rieckhaus“, Curslacker Deich 284 | 01.03.1933 |            | Curslack     |                                |
| 111      | Curslacker Deich 284                                                                                    | Rieckhaus, Vierländer Bauernhaus mit Reetdach. Schornsteinloses, niederdeutsches Flettdielenhaus. Eichenfachwerk mit Backsteinausmauerung. Abgewalmtes Reetdach. Im Kern aus dem 16. Jahrhundert, umgebaut 1663 | 18.09.1936 |            | Curslack     |                                |
| 128      | Curslacker Deich 284                                                                                    | Heuberg mit Heubergwinde und Reetdach, 1954 umgesetzt von der Staatsdomäne in Allermöhe, Billwärder Elbdeich 88, später Billwerder Elbdeich 773, zum Vierländer Heimatmuseum „Rieckhaus“, Curslacker Deich 284 | 16.12.1937 |            | Curslack     |                                |
| 132      | Curslacker Deich 112                                                                                    | Vollhufnerhaus von 1769 mit Reetdach sowie das geschnitzte Hoftor und zwei geschnitzte Hofpforten, die Haustür mit Sturzholz, die Kratzputzfelder seitlich dieser Haustür | 13.06.1938 |            | Curslack     |                                |
| 264      | Auf der Böge 30                                                                                         | Großkate in Hamburg-Curslack, Zweiständerbau, Backsteinfachwerk mit abgewalmtem Reetdach, bez. 1646, mit Teilen aus dem 16. und Veränderungen aus dem 18.–20. Jahrhundert | 17.04.1942 |            | Curslack     |                                |
| 363      | Curslacker Deich 47                                                                                     | Vollhufnerhaus von 1748 mit Reetdach | 18.09.1947 |            | Curslack     |                                |
| 368      | Achterschlag 160, 160 a, 160 b (früher 339)                                                             | Hufnerhaus von 1772, Backsteinfachwerk mit abgewalmtem Reetdach | 01.11.1948 |            | Curslack     |                                |
| 423      | Curslacker Deich 136                                                                                    | sogenannter „Grashof“, Hufnerhaus von 1845, Fachwerk mit Reetdeckung | 25.01.1955 | 03.06.2002 | Curslack     |                                |
| 491      | Curslacker Deich 286                                                                                    | Bauernhaus (Äußeres und Reetdach) als Umgebung des Kulturdenkmals „Rieckhaus“, Curslacker Deich 284 | 19.10.1960 |            | Curslack     |                                |
| 492      | Curslacker Deich 288                                                                                    | Fachwerkkate mit Reetdach als Umgebung des Kulturdenkmals „Rieckhaus“, Curslacker Deich 284 | 19.10.1960 |            | Curslack     |                                |
| 507      | Tönerweg 2                                                                                              | Fachwerkhaus mit Reetdach | 18.11.1969 |            | Curslack     |                                |
| 699      | Achterschlag 181                                                                                        | Fachwerkkate mit reetgedecktem Krüppelwalmdach | 07.12.1983 |            | Curslack     |                                |
| 779      | Curslacker Deich 308                                                                                    | ehemaliges Göpelgebäude mit Reetdach, im 19. Jahrhundert als Wohnhaus umgebaut | 24.12.1985 |            | Curslack     |                                |
| 826      | Curslacker Deich 339                                                                                    | Fachwerkgroßkaten mit Reetdach | 25.02.1987 |            | Curslack     |                                |
| 855      | Curslacker Deich 161                                                                                    | Handwerkerwohnhaus, 1864 vom Kätner und Grobbäcker Hermann Kaiser errichtet | 22.12.1987 |            | Curslack     |                                |
| 891      | Curslacker Deich 144                                                                                    | reetgedecktes Fachwerkgebäude von 1840 | 28.12.1988 |            | Curslack     |                                |
| 965      | Curslacker Deich 157                                                                                    | Fachhallenkate von 1747 mit Reetdach | 16.04.1991 | 03.06.2002 | Curslack     |                                |
| 1051     | Curslacker Heerweg 126                                                                                  | massives, reetgedecktes Gebäude, 1937 erbaut nach den Plänen des Architekten Ernst Blunck, ehemaliges HJ-Heim | 03.01.1995 |            | Curslack     |                                |
| 1180     | Curslacker Deich neben Haus Nr. 145                                                                     | als Stall, Lagerraum und Remise genutzter Wandständerbau des 19. Jahrhunderts mit Reetdach im historischen Ortskern von Curslack | 20.05.1998 |            | Curslack     |                                |
| 1188     | Achterschlag 160, 160 a, 160 b, 160 c                                                                   | Ensemble, bestehend aus dem bereits am 1. November 1948 unter der Denkmallisten-Nummer 368 als Einzeldenkmal eingetragenen Haupthaus, den beiden Nebengebäuden, den gepflasterten Hof- und Zufahrtsflächen sowie der Pflasterung an der Traufseite, der straßenseitigen Hofbefriedung, der Hofeiche und der Brücke über die Wetterung samt Törchen, wie in der Denkmalliste kartiert | 06.08.1998 |            | Curslack     |                                |
| 1317     | Auf der Böge 48                                                                                         | eingeschossiges Wohnhaus mit reetgedecktem Steildach, um 1880 errichtet | 13.11.2001 |            | Curslack     |                                |
| 1389     | Curslacker Deich 137                                                                                    | 1855 erbautes Fachwerkhaus | 18.08.2003 |            | Curslack     |                                |
| 1390     | Curslacker Deich 141                                                                                    | 1903 erbautes Wohnhaus | 18.08.2003 |            | Curslack     |                                |
| 1391     | Curslacker Deich 145                                                                                    | 1880 erbautes Wohnhaus | 18.08.2003 |            | Curslack     |                                |
| 1393     | Curslacker Deich 149                                                                                    | 1900 bis 1901 erbautes Backsteinwohnhaus | 25.08.2003 |            | Curslack     |                                |
| 1484     | Curslacker Deich 99                                                                                     | 1904 erbautes Bauernhaus | 09.09.2005 |            | Curslack     |                                |
| 1494     | Curslacker Heerweg nördl. Nr. 5, Rieckweg                                                               | Wegebaustein | 21.09.2005 |            | Curslack     |                                |
| 1506     | Curslacker Heerweg 11                                                                                   | Grenzstein, Wegebaustein | 18.10.2005 |            | Curslack     |                                |
| 1581     | Rieckweg 2 a                                                                                            | reetgedecktes Wohnhaus mit Krüppelwalmdach, wahrscheinlich aus der ersten Hälfte des 19. Jahrhunderts stammend - | 20.03.2007 |            | Curslack     |                                |
| 1635     | Curslacker Deich 87                                                                                     | Fachwerkhaus-Ensemble, bestehend aus der um 1800 erbauten Großkate und dem 1820 erbauten kleinen Wohngebäude | 21.11.2007 |            | Curslack     |                                |
| 1648     | Curslacker Deich 122                                                                                    | 1575 erbaute Fachhallenkate mit Reetdach | 04.03.2008 |            | Curslack     |                                |
| 1650     | Curslacker Deich 125                                                                                    | 1872 erbautes Wohnhaus | 11.03.2008 |            | Curslack     |                                |
| 1693     | Curslacker Deich 314                                                                                    | 1708 errichtete Längsdielenscheune mit Reetdach | 27.01.2009 |            | Curslack     |                                |
| 1694     | Curslacker Deich 142                                                                                    | archäologischer Fundplatz 23 in Curslack. Hinweis: Die Eintragungen der Kirche St. Johannis unter der Nummer 4 vom 9. September 1921 und ihrer Umgebung unter der Nummer 93 vom 2. Dezember 1930 bleiben bestehen. | 27.01.2009 |            | Curslack     |                                |
| 6        | Kirchenheerweg 12                                                                                       | Kirche St. Severini in Kirchwerder, einschiffiger mittelalterlicher Feldsteinbau auf rechteckigem Grundriss mit fünfseitigem, unregelmäßigem Chorabschluss, Ausbauten an der Nord- und Südseite und freistehendem hölzernem Glockenturm. Hinweis: Die Sammlung alter Grabsteine auf dem Friedhof der Kirche St. Severini wurde am 16. Februar 1942 unter der Nummer 254 in die Denkmalliste eingetragen, das gesamte Flurstück mit dem archäologischen Fundplatz 47 in Kirchwerder am 3. März 2009 unter der Nummer 1705. | 09.09.1921 |            | Kirchwerder  |                                |
| 92       | Kraueler Hauptdeich neben Nummer 17                                                                     | die Reste des Burghügels der Riepenburg | 02.12.1930 |            | Kirchwerder  |                                |
| 126      | Kirchwerder Elbdeich                                                                                    | Fischereibegrenzungsstein Änderung am 12. Januar 1956: Der Fischerei-Gerechtsamestein in Hamburg-Kirchwerder, Kirchwerder Elbdeich vor dem Haus Nummer 242. Erneute Änderung am 15. September 1994: Jetzt Kirchwerder Elbdeich Höhe Nummer 120. | 16.12.1937 |            | Kirchwerder  |                                |
| 142      | Kirchwerder Mühlendamm 75                                                                               | die Windmühle Riepenburg in Hamburg-Kirchwerder, südlich gelegen von Kirchwerder Mühlendamm 75. Holländer Mühle von 1830. Massiver Unterbau mit hölzernem Oberbau und Galerie auf achteckigem Grundriss | 02.06.1939 |            | Kirchwerder  |                                |
| 254      | Kirchenheerweg bei Hausnummer 12 (Kirche)                                                               | Sammlung alter Grabsteine auf dem Friedhof der Kirche St. Severini in Kirchwerder. Hinweis: Die Kirche St. Severini wurde bereits am 9. September 1921 unter der Nummer 6 in die Denkmalliste eingetragen, das gesamte Flurstück mit dem archäologischen Fundplatz 47 in Kirchwerder am 3. März 2009 unter der Nummer 1705. | 16.02.1942 |            | Kirchwerder  |                                |
| 255      | Kirchwerder Hausdeich 180                                                                               | zwei Grabsteine von 1608 und 1690 auf dem Grundstück | 16.02.1942 |            | Kirchwerder  |                                |
| 267      | Kirchwerder Hausdeich 56                                                                                | Vollhufnerhaus von 1721 | 17.04.1942 | 15.10.1956 | Kirchwerder  |                                |
| 268      | Kirchwerder Hausdeich 216                                                                               | Großkate von 1735, Fachwerkbau mit abgewalmtem Reetdach | 17.04.1942 |            | Kirchwerder  |                                |
| 270      | Zollenspieker-Hauptdeich 148 (vorher Kirchwerder Elbdeich 148)                                          | Vollhufnerhaus, Backsteinfachwerkhaus mit Reetdach von 1620 | 17.04.1942 | 23.05.1984 | Kirchwerder  |                                |
| 271      | Kirchwerder Elbdeich 248 (vorher Nummer 352, ehemals Elbdeich 201)                                      | Hofpforte. Hinweis: Das Bauernhaus wurde am 1. November 1948 unter der Nummer 373 in die Denkmalliste eingetragen. | 17.04.1942 |            | Kirchwerder  |                                |
| 272      | Kirchwerder Mühlendamm 5                                                                                | Bauernhof mit Vollhufnerhaus von 1834, Scheune von 1632 und Kornspeicher, Backsteinfachwerkbau mit Reetdach. Holzscheune mit Reetdach. Eichenholzspeicher des 17. Jahrhunderts mit Reetdach | 17.04.1942 |            | Kirchwerder  |                                |
| 360      | Kirchwerder Hausdeich 108 (ehemals Kirchwerder Hausdeich 125)                                           | Bauernhaus, Großkate, Fachwerkbau mit abgewalmtem Reetdach | 18.09.1947 |            | Kirchwerder  |                                |
| 369      | Kirchwerder Hausdeich 124 (ehemals Kirchwerder Hausdeich 128)                                           | Hufnerhaus, Backsteinfachwerkbau mit abgewalmtem Reetdach aus dem 17. und 18. Jahrhundert | 01.11.1948 |            | Kirchwerder  |                                |
| 370      | Kirchwerder Hausdeich 136 (ehemals Kirchwerder Hausdeich 133)                                           | Hufnerhaus von 1736, Backsteinfachwerkbau mit abgewalmtem Reetdach | 01.11.1948 |            | Kirchwerder  |                                |
| 371      | Kirchwerder Hausdeich 230 (ehemals Kirchwerder Hausdeich 169)                                           | Bauernhaus, Kleinkate, Ende 18. Jahrhundert, Backsteinfachwerkbau (zum Teil erneuert) mit Reetdach | 01.11.1948 |            | Kirchwerder  |                                |
| 372      | Kirchwerder Elbdeich 5 (vorher Nummer 153, ehemals Zollenspieker Elbdeich 50)                           | Händlerkate von 1802, Backsteinfachwerkbau mit abgewalmtem Reetdach 100 | 01.11.1948 |            | Kirchwerder  |                                |
| 373      | Kirchwerder Elbdeich 248 (vorher Nummer 352, ehemals Elbdeich 201)                                      | Hufnerhaus, Backsteinfachwerkbau mit abgewalmten Reetdach. Hinweis: Die Hofpforte wurde bereits am 17. April 1942 unter der Nummer 271 in die Denkmalliste eingetragen. | 01.11.1948 |            | Kirchwerder  |                                |
| 374      | Hower Brack 19 vorher Kirchwerder Elbdeich 464, ehemals Elbdeich 235                                    | Hufnerhaus von 1747, Umbau 1849, Backsteinfachwerkbau mit Reetdach | 01.11.1948 |            | Kirchwerder  |                                |
| 380      | Zollenspieker-Hauptdeich 143                                                                            | Gasthaus „Zum Zollenspieker“ | 07.12.1949 |            | Kirchwerder  |                                |
| 387      | Kirchwerder Elbdeich 219 (ehemals Nummer 343)                                                           | Großkate in Hamburg-Kirchwerder, Backsteinfachwerkbau mit Reetdach | 12.12.1950 |            | Kirchwerder  |                                |
| 425      | Kirchwerder Hausdeich 24                                                                                | Backsteinfachwerkbau mit abgewalmtem Reetdach | 09.07.1955 |            | Kirchwerder  |                                |
| 426      | Kirchwerder Hausdeich 114                                                                               | Backsteinfachwerkhaus mit Reetdach 101 | 09.07.1955 |            | Kirchwerder  |                                |
| 489      | Kirchwerder Hausdeich 238                                                                               | Bauernhaus (Äußeres und Reetdach), Hufnerhaus von 1748, Fachwerk mit abgewalmtem Reetdach | 17.03.1960 |            | Kirchwerder  |                                |
| 490      | Kirchwerder Hausdeich 224                                                                               | Fachwerkbauernhaus mit Reetdach | 17.03.1960 |            | Kirchwerder  |                                |
| 497      | Heinrich-Osterath-Straße 199                                                                            | Äußeres und Reetdach des Hufnerhauses von 1854 | 04.09.1961 |            | Kirchwerder  |                                |
| 601      | Heinrich-Osterath-Straße 254                                                                            | Großkate, eingeschossiges, reetgedecktes Bauernhaus, erbaut im frühen 19. Jahrhundert | 24.10.1979 |            | Kirchwerder  |                                |
| 672      | Kirchwerder Elbdeich 142                                                                                | Fachhallenkate mit reetgedecktem Krüppelwalmdach, um 1700 errichtet | 17.12.1982 |            | Kirchwerder  |                                |
| 762      | Hower Brack 29                                                                                          | Kate mit Reetdach, vermutlich 1759 erbaut | 29.07.1985 |            | Kirchwerder  |                                |
| 770      | Kirchwerder Elbdeich 201                                                                                | ehemaliges Wohnwirtschaftsgebäude mit Reetdach, erbaut 1782 | 04.11.1985 |            | Kirchwerder  |                                |
| 799      | Kirchwerder Hausdeich 228                                                                               | Fachwerkgebäude aus dem frühen 19. Jahrhundert mit massiver Erweiterung, ehemalige Bäckerei | 29.04.1986 |            | Kirchwerder  |                                |
| 832      | Heinrich-Osterath-Straße 1                                                                              | Hufnerhaus von 1862 mit Reetdach | 10.03.1987 |            | Kirchwerder  |                                |
| 862      | Heinrich-Osterath-Straße 189                                                                            | Gesamtanlage, insbesondere bestehend aus dem reetgedeckten Hufnerhaus von 1850 mit Fachwerkkonstruktion, einer reetgedeckten Scheune von ca. 1650 und der Hoffläche Die Kartierung mit den Grenzen der Gesamtanlage ist in der Denkmalliste hinterlegt. | 12.01.1988 |            | Kirchwerder  |                                |
| 866      | Kirchwerder Elbdeich 78                                                                                 | Gesamtanlage, insbesondere bestehend aus dem mehrfach umgebauten, reetgedeckten Hufnerhaus von ca. 1700 mit Fachwerkkonstruktion, dem Hofplatz mit Pflaster, dem Garten mit Windbäumen und Hecke sowie dem Stegel Die Kartierung mit den Grenzen der Gesamtanlage ist in der Denkmalliste hinterlegt. | 20.04.1988 |            | Kirchwerder  |                                |
| 877      | Warwischer Hinterdeich 119                                                                              | traufständiges Fachwerk-Reetdachhaus (Vorderhaus) aus der Zeit um 1800 | 29.07.1988 |            | Kirchwerder  |                                |
| 896      | Norderquerweg 148                                                                                       | Gesamtanlage ehemaliger Bahnhof Kirchwerder-Nord, insbesondere bestehend aus dem 1911/12 errichteten ehemaligen Bahnhofsgebäude mit Güterschuppen, dem Bahnsteig und der Bahnsteigkante Die Kartierung mit den Grenzen der Gesamtanlage ist in der Denkmalliste hinterlegt. | 03.04.1989 |            | Kirchwerder  |                                |
| 919      | In der Elbe beim Zollenspieker Fährhaus, Zollenspieker-Hauptdeich bei Hausnummer 143                    | Pegelhaus mit hölzernem Brückensteg, entstanden um die Jahrhundertwende | 19.12.1989 | 23.11.1992 | Kirchwerder  |                                |
| 999      | Kirchwerder Elbdeich 3                                                                                  | Hallenkate von 1746 in althergebrachter Fachwerkbauweise mit reetgedecktem Krüppelwalmdach | 26.10.1992 |            | Kirchwerder  |                                |
| 1013     | Kirchwerder Hausdeich 42                                                                                | Hufnerhaus mit Reetdach, 1555 erbauter Wohnteil und um 1700 unter Verwendung von Althölzern neu aufgebauter Wirtschaftsteil | 22.03.1993 |            | Kirchwerder  |                                |
| 1045     | Zollenspieker-Hauptdeich 106                                                                            | um 1815 erbautes Flettdielenhaus, Backsteinfachwerk mit reetgedecktem Krüppelwalmdach | 24.08.1994 |            | Kirchwerder  |                                |
| 1056     | Kirchwerder Elbdeich 28                                                                                 | großes Fachhallenhaus des frühen 19. Jahrhunderts mit Reetdach | 04.04.1995 |            | Kirchwerder  |                                |
| 1226     | Kirchwerder Elbdeich 276                                                                                | 1883 als Schulgebäude errichteter Backsteinrohbau | 12.07.1999 |            | Kirchwerder  |                                |
| 1439     | Kirchwerder Elbdeich 181                                                                                | 1736 erbautes Fachwerkgebäude | 08.07.2004 |            | Kirchwerder  |                                |
| 1446     | Hower Hauptdeich 133 a                                                                                  | 1870 erbautes Hufnerhaus, dessen Deichfassade 1911 massiv ersetzt wurde | 01.09.2004 |            | Kirchwerder  |                                |
| 1496     | Kraueler Hauptdeich nordöstlich Nr. 261                                                                 | Grenzstein | 26.09.2005 |            | Kirchwerder  |                                |
| 1497     | Kraueler Hauptdeich                                                                                     | Grenzstein | 26.09.2005 |            | Kirchwerder  |                                |
| 1503     | Durchdeich 47                                                                                           | Grenzstein | 17.10.2005 |            | Kirchwerder  |                                |
| 1508     | Overwerder Bogen 32, Overwerder Hauptdeich                                                              | Grenzstein | 18.10.2005 |            | Kirchwerder  |                                |
| 1536     | Heinrich-Osterath-Straße 45                                                                             | Ensemble ehemalige Schule Kirchwerder-Seefeld, insbesondere bestehend aus dem 1909/1910 nach Entwürfen Fritz Högers im Neuvierländer Stil umgebaute Distriktschule von 1882 mit dem eine historisch-funktionale Einheit bildenden Closethaus und dem Baumbestand, wie mit dem Bebauungsplan Kirchwerder 20 festgelegt Das maßgebliche Stück des Bebauungsplans und die ihm beigegebene Begründung sind beim Staatsarchiv zur kostenfreien Einsicht für jedermann niedergelegt. | 29.03.2006 |            | Kirchwerder  |                                |
| 1705     | Kirchenheerweg 12                                                                                       | archäologischer Fundplatz 47 in Kirchwerder. Hinweis: Die Kirche St. Severini ist seit dem 9. September 1921 unter der Nummer 6, die Sammlung alter Grabsteine auf dem Friedhof seit dem 16. Februar 1942 unter der Nummer 254 in der Denkmalliste eingetragen. | 03.03.2009 |            | Kirchwerder  |                                |
| 1870     | Hower Hauptdeich 41                                                                                     | reetgedeckte Fachwerkhallenkate aus dem 17. Jahrhundert | 05.05.2011 |            | Kirchwerder  |                                |
| 1893     | Kirchwerder Elbdeich 110                                                                                | In der zweiten Hälfte des 18. Jahrhunderts errichtetes Wirtschaftsgebäude | 09.02.2012 |            | Kirchwerder  |                                |
| 1084     | Richard-Linde-Weg 21 f                                                                                  | Wasserturm Lohbrügge, erbaut 1906/07 | 17.04.1996 |            | Lohbrügge    |                                |
| 1184     | Lohbrügger Landstraße 119                                                                               | „Schützenhof“, historischer Gasthof von 1900 | 23.06.1998 |            | Lohbrügge    |                                |
| 1231     | Krusestraße 2                                                                                           | 1906/07 von Ingenieur Hoffmann errichtetes Wasserwerk von Sande | 20.09.1999 |            | Lohbrügge    |                                |
| 1251     | Lohbrügger Kirchstraße 9, Marnitzstraße                                                                 | Ensemble, bestehend aus der nach Plänen von Hugo Groothoff errichteten, 1899 geweihten Erlöserkirche, der ehemaligen Friedhofsanlage und dem Friedhofstor, dem Bergner-Mausoleum, der ehemaligen Friedhofskapelle, historischen Grabmalen sowie dem Kriegerdenkmal vor der Kirche und Pastorat; Zeugnis des historischen Ortes Sande im heutigen Lohbrügge Die Kartierung des Ensembles ist in der Denkmalliste hinterlegt. | 16.06.2000 |            | Lohbrügge    |                                |
| 1297     | Lohbrügger Landstraße 23                                                                                | vermutlich um 1890 erbautes zweigeschossiges Wohnhaus | 13.06.2001 |            | Lohbrügge    |                                |
| 1302     | Klapperhof 7, 7 a+b (vorher nur 7)                                                                      | 1892 errichtetes traufständiges, eingeschossiges Satteldachhaus als Teil des Ensembles Klapperhof 1-13. Hinweis: Die weiteren Teile des Ensembles wurden unter der gleichen Nummer in die Denkmalliste eingetragen: Klapperhof 1, 3, 5, 11, 13 am 13. Dezember 2004, Klapperhof 9 am 13. Juni 2006. 102 | 14.08.2001 |            | Lohbrügge    |                                |
| 1302     | Klapperhof 1, 3, 5, 11, 13                                                                              | Ensemble, bestehend aus im letzten Drittel des 19. Jahrhunderts errichteten ein- und zweigeschossigen Wohnhäusern und Nebengebäuden, Vorgartenbereichen samt den noch vorhandenen Einfriedungsgittern sowie der davor liegenden Straße mit erhaltenem Straßenprofil und Straßenpflasterung, als Teil des Ensembles Klapperhof 1, 3, 5, 7, 9, 11, 13. Hinweis: Die weiteren Teile des Ensembles wurden unter der gleichen Nummer in die Denkmalliste eingetragen: Klapperhof 7 am 14. August 2001, Klapperhof 9 am 13. Juni 2006. | 13.12.2004 |            | Lohbrügge    |                                |
| 1302     | Klapperhof 9                                                                                            | traufständiges, eingeschossiges Doppelwohnhaus als Teil des Ensembles Klapperhof 1-13. Hinweis: Die weiteren Teile des Ensembles wurden unter der gleichen Nummer in die Denkmalliste eingetragen: Klapperhof 7 am 14. August 2001, Klapperhof 1, 3, 5, 11, 13 am 13. Dezember 2004. | 13.06.2006 |            | Lohbrügge    |                                |
| 1491     | Auf der Bojewiese 18                                                                                    | Grenzstein von 1833 | 13.09.2005 |            | Lohbrügge    |                                |
| 1504     | Moosberg 40                                                                                             | Grenzstein | 17.10.2005 |            | Lohbrügge    |                                |
| 1505     | Auf der Bojewiese 70, 70 a–e                                                                            | Grenzstein | 17.10.2005 |            | Lohbrügge    |                                |
| 1507     | Auf der Bojewiese 88                                                                                    | Grenzstein | 18.10.2005 |            | Lohbrügge    |                                |
| 1555     | Herzog-Carl-Friedrich-Platz                                                                             | Grenzstein von 1726, ehemaliger Standort Alte Holstenstraße 53 | 16.10.2006 |            | Lohbrügge    |                                |
| 1595     | Boberger Niederung                                                                                      | Boberger Dünen, archäologische Fundplätze Nummer 10, 12-16, 20, 37, 49, 55 in den Bereichen „Lütje Ohlnborg“, „Grot Ohlnborg“ und „Das Land“, wie in der Denkmalliste kartiert | 08.05.2007 |            | Lohbrügge    |                                |
| 25       | Moorfleeter Kirchenweg 56                                                                               | St.-Nikolai-Kirche in Moorfleet, einschiffiger Backsteinfachwerkbau mit Fünfachtel-Schluss aus dem Jahre 1680 und pfannengedecktem Satteldach sowie mit massivem neogotischen Turm von 1885. Hinweis: Die Umgebung der Kirche wurde am 1. März 1933 unter der Nummer 103 in die Denkmalliste eingetragen, das Flurstück 486 als Bodendenkmal unter der Nummer 1700 am 27. Januar 2009. | 22.03.1923 |            | Moorfleet    |                                |
| 103      | Moorfleeter Kirchenweg (64-70)                                                                          | die Umgebung der St.-Nikolai-Kirche in Moorfleet in den Grenzen wie in der Kartierung in der Denkmalliste. Hinweis: Die St.-Nikolai-Kirche in Moorfleet wurde bereits am 22. März 1923 unter der Nummer 25 in die Denkmalliste eingetragen, das Flurstück 486 als Bodendenkmal unter der Nummer 1700 am 27. Januar 2009. | 01.03.1933 |            | Moorfleet    |                                |
| 310      | Sandwisch 51                                                                                            | Renaissance-Gartenplastik „Römischer Krieger“, auch „Landsknecht“ genannt | 12.03.1943 |            | Moorfleet    |                                |
| 716      | Moorfleeter Deich 97                                                                                    | Backstein-Fachwerkbau von ca. 1818 mit Krüppelwalm-Mansarddach (Hartdeckung) | 26.06.1984 |            | Moorfleet    |                                |
| 991      | Sandwisch 25                                                                                            | das eingeschossige traufenständige Zweifamilienwohnhaus des ausgehenden 18. Jahrhunderts mit pfannengedecktem Krüppelwalmdach als unbewegliches Baudenkmal sowie gemeinsam mit den drei vor dem Hause befindlichen Windbäumen als Gesamtanlage | 10.06.1992 |            | Moorfleet    |                                |
| 1016     | Moorfleeter Deich 341                                                                                   | ehemaliges Gasthaus „von Have’sches Etablissement“, 1888 im historischen Renaissancestil des 19. Jahrhunderts erbaut, verputztes Wohn- und Gaststubengebäude mit Saalanbau mit zwei Reihen gusseiserner Stützpfeiler und überdachter Terrasse in Holzkonstruktion zur Gartenseite | 20.04.1993 |            | Moorfleet    |                                |
| 1700     | Moorfleeter Kirchenweg 56                                                                               | archäologischer Fundplatz 15 in Moorfleet. Hinweis: Die Eintragungen in der Denkmalliste der St.-Nikolai-Kirche unter der Nummer 25 vom 22. März 1923 und ihrer Umgebung unter der Nummer 103 vom 1. März 1933 bleiben bestehen. | 27.01.2009 |            | Moorfleet    |                                |
| 7        | Karkenstegel 5                                                                                          | die Kirche St. Johannis in Neuengamme. Einschiffiger, zum Teil durch Strebepfeiler gegliederter Bau in Feldstein- und Ziegelmauerwerk mit polygonalem Ost- und Westabschluß. Freistehender Glockenturm in Holzkonstruktion. Hinweis: Die Umgebung der Kirche wurde am 17. September 1928 unter der Nummer 61 in die Denkmalliste eingetragen, das Flurstück 455 als Bodendenkmal am 27. Januar 2009 unter der Nummer 1696. | 09.09.1921 |            | Neuengamme   |                                |
| 61       | Karkenstegel, Feldstegel                                                                                | Umgebung der St. Johanniskirche in Neuengamme im Umfang, wie in der Denkmalliste kartiert. Hinweis: Die St. Johanniskirche wurde bereits am 9. September 1921 unter der Nummer 7 in die Denkmalliste eingetragen, das Flurstück 455 als Bodendenkmal am 27. Januar 2009 unter der Nummer 1696. | 17.09.1928 |            | Neuengamme   |                                |
| 256      | Neuengammer Hausdeich 49                                                                                | die Großkate Hamburg-Neuengamme, Backsteinfachwerkbau mit abgewalmten Reetdach von 1636 | 17.04.1942 |            | Neuengamme   |                                |
| 257      | Neuengammer Hausdeich 81                                                                                | der Bauernhof mit Vollhufnerhaus und Kornspeicher von 1580 in Hamburg-Neuengamme. Backsteinfachwerkbau mit abgewalmtem Reetdach, zweigeschossiger Eichenholzspeicher mit abgewalmtem Reetdach | 17.04.1942 |            | Neuengamme   |                                |
| 258      | Neuengammer Hausdeich ohne Nummer, nördlich von Nummer 245 b (früher Nummer 108)                        | Scheune mit Reetdach | 17.04.1942 |            | Neuengamme   |                                |
| 259      | Neuengammer Hausdeich 254                                                                               | Großkate, Backsteinfachwerkbau (Kernbau Mitte 16. Jahrhundert, Außenbau von 1653) mit Reetdach | 17.04.1942 |            | Neuengamme   |                                |
| 260      | Neuengammer Hausdeich 275                                                                               | Backsteinfachwerkbau um 1700 mit Reetdach | 17.04.1942 | 15.09.1971 | Neuengamme   |                                |
| 261      | Neuengammer Hausdeich 343                                                                               | Vollhufnerhaus in Hamburg-Neuengamme, Backsteinfachwerkbau von 1626 mit abgewalmtem Reetdach | 17.04.1942 |            | Neuengamme   |                                |
| 262      | Neuengammer Hausdeich 413                                                                               | Vollhufnerhaus in Hamburg-Neuengamme, Backsteinfachwerkbau mit abgewalmtem Reetdach, bez. 1552 | 17.04.1942 |            | Neuengamme   |                                |
| 263      | Zwischen den Zäunen 17                                                                                  | Großkate in Hamburg-Neuengamme, Backsteinfachwerkbau mit abgewalmtem Reetdach aus dem 17. Jahrhundert | 17.04.1942 |            | Neuengamme   |                                |
| 412      | Neuengammer Hausdeich 181                                                                               | Kleinkate, Backsteinfachwerkbau mit Reetdach von 1706 | 08.03.1954 | 23.10.1958 | Neuengamme   |                                |
| 577      | Neuengammer Hausdeich 157                                                                               | Gesamtanlage, bestehend aus dem Vierländer Hufnerhaus mit Reetdach, der reetgedeckten Querdielenscheune und dem Hofpflaster | 01.08.1978 |            | Neuengamme   |                                |
| 588      | Neuengammer Hausdeich 640                                                                               | ehemalige Kleinkate, 1980 abgetragen, Teile eingelagert für eventuellen Wiederaufbau | 01.11.1978 | 14.02.1995 | Neuengamme   | heutiger Zustand               |
| 610      | Neuengammer Hausdeich 237                                                                               | Backstein-Fachwerkbau mit reetgedecktem Krüppelwalmdach | 09.12.1980 |            | Neuengamme   |                                |
| 720      | Achter de Wisch 27                                                                                      | Fachwerkkate mit Reetdach, erbaut um 1820 | 10.07.1984 |            | Neuengamme   |                                |
| 754      | Jean-Dolidier-Weg 39, 43-47, 57, 61-65 (vorher Neuengammer Heerweg)                                     | das ehemalige Konzentrationslager Neuengamme als Gesamtanlage, insbesondere bestehend aus dem Dokumentenhaus, der Gedenkstätte, ehemaligem Klinkerwerk, der „Kommandantenvilla“, erhaltenen historischen Zaunpfählen, Schienenteilen der Feldbahn und der Fläche des ehemaligen KZ-Krematoriums einschließlich der entsprechenden Geländeteile – soweit sie nicht zur Jugendanstalt bzw. der Strafanstalt Vierlande gehören –, den anteiligen Straßenflächen und Brücken sowie dem Rundweg, ferner dem Stichkanal zur Dove Elbe, ehemaligem Hafen, erweiterter und regulierter Wasserfläche der Dove Elbe bis zur Blauen Brücke. Hinweis: Ein weiterer Ensemble-Teil, ehemalige Jugendanstalt und ehemalige Strafanstalt Vierlande, wurden unter der gleichen Nummer am 20. Mai 2003 in die Denkmalliste eingetragen. Die Kartierung mit den Grenzen der Gesamtanlage/Ensembles sowie dem weiteren Ensemble-Teil ist in der Denkmalliste hinterlegt.                | 22.04.1985 |            | Neuengamme   |                                |
| 754      | Jean-Dolidier-Weg 75, 107                                                                               | ehemaliges Konzentrationslager Neuengamme, bestehend aus dem Ensemble-Teil des Kernbereichs des ehemaligen Häftlingslagers und der so genannten Fertigungsstelle mit insgesamt neun aus der Zeit des Konzentrationslagers stammenden Gebäuden: die ehemalige SS-Hauptwache mit Wachturm, zwei 1944 bis 1945 errichtete zweigeschossige Häftlingsunterkunftsgebäude (Steinhaus I mit den Häftlingsblöcken 1-4, Steinhaus II mit den Häftlingsblöcken 21-24) sowie der Fabrikationskomplex des KZ-Rüstungsbetriebes der Firma Carl Walther GmbH (Walther-Werke mit Hammerwerk) und vier weitere Nebengebäude. Die Kartierung mit den Grenzen dieses Ensemble-Teils sowie dem weiteren Ensemble-Teil, der bereits am 22. April 1985 unter der gleichen Nummer in die Denkmalliste eingetragen wurde, ist in der Denkmalliste hinterlegt. | 20.05.2003 |            | Neuengamme   |                                |
| 798      | Neuengammer Hausdeich 185                                                                               | reetgedeckte Backsteinkate um 1706 (inschriftliche Datierung) | 10.03.1986 |            | Neuengamme   |                                |
| 807      | Neuengammer Hausdeich 77                                                                                | reetgedeckte Kate, 18. Jahrhundert | 05.08.1986 |            | Neuengamme   |                                |
| 950      | Neuengammer Hausdeich 23                                                                                | die Fachwerkkate (ehemaliges Bahnhofsgebäude der Station „Elbdeich“) als unbewegliches Baudenkmal zusammen mit dem Fachwerkschuppen und dem schmiedeeisernen Zaun sowie einem Teil des Grundstücks auf dem Flurstück 3743 der Gemarkung Neuengamme als Gesamtanlage Die Kartierung mit den Grenzen der Gesamtanlage ist in der Denkmalliste hinterlegt. | 20.12.1990 |            | Neuengamme   |                                |
| 954      | Neuengammer Hausdeich 57                                                                                | 1854 errichtetes Hufnerhaus mit Fachwerkkonstruktion, Krüppelwalmdach mit Kunstschiefer gedeckt | 04.01.1991 |            | Neuengamme   |                                |
| 1052     | Neuengammer Hausdeich 245                                                                               | 1585 erbautes, 1828 erneuertes reetgedecktes Wohn-Wirtschaftsgebäude als unbewegliches Baudenkmal, darüber hinaus als Gesamtanlage, bestehend aus dem 1585 erbauten, 1828 erneuerten reetgedeckten Wohn-Wirtschaftsgebäude, dem Stallgebäude, der Querdielenscheune sowie der Hofpflasterung Die Kartierung mit den Grenzen der Gesamtanlage mit Baudenkmal ist in der Denkmalliste hinterlegt. | 14.02.1995 |            | Neuengamme   |                                |
| 1121     | Neuengammer Hausdeich 249                                                                               | Gesamtanlage bestehend aus dem 1889 errichteten Schul- und Closethaus | 17.03.1997 |            | Neuengamme   |                                |
| 1232     | Kiebitzdeich 198                                                                                        | 1922 bis 1923 errichtetes ehemaliges Bahnhofsempfangsgebäude „Kiebitzbrack“ der Marschbahn mit Toilettenhäuschen als Ensemble | 20.09.1999 |            | Neuengamme   |                                |
| 1320     | Lütte Stegel 10                                                                                         | 1756 erbautes, seit dem letzten Drittel des 19. Jahrhunderts verändertes kleines Wohnwirtschaftsgebäude mit Reetdach | 13.12.2001 |            | Neuengamme   |                                |
| 1321     | Achter de Wisch 45                                                                                      | 1905 für Julius Heitmann errichtetes Wohngebäude | 13.12.2001 |            | Neuengamme   |                                |
| 1334     | Achter de Wisch 41, Lütte Stegel 7                                                                      | Ensemble, bestehend aus dem Wohnhaus von 1904/1905 und der historischen Einfriedung | 26.02.2002 |            | Neuengamme   |                                |
| 1342     | Neuengammer Hausdeich 231                                                                               | Ensemble, bestehend aus dem 1907/1908 errichteten Bauernhaus und der Vorgarteneinfriedung | 04.09.2002 |            | Neuengamme   |                                |
| 1343     | Neuengammer Hausdeich 238                                                                               | im 17. Jahrhundert erbaute, reetgedeckte Fachhallenkate | 04.09.2002 |            | Neuengamme   |                                |
| 1344     | Neuengammer Hausdeich 241                                                                               | Ensemble, bestehend aus dem 1907 errichteten Wohnhaus und der straßenseitigen Einfriedung | 04.09.2002 |            | Neuengamme   |                                |
| 1351     | Neuengammer Hausdeich 227                                                                               | bäuerliches Wohnwirtschaftsgebäude mit Wohnteil von etwa 1880 und reetgedecktem Wirtschaftsteil mit dem ältesten bekannten Fachhallengerüst Niederdeutschlands | 25.09.2002 |            | Neuengamme   |                                |
| 1370     | Neuengammer Hausdeich 19                                                                                | 1854 erbaute, reetgedeckte Hallenkate | 04.03.2003 |            | Neuengamme   |                                |
| 1380     | Feldstegel 18                                                                                           | 1906 entstandenes Pastorat der Kirchengemeinde St. Johannis in Neuengamme | 09.07.2003 |            | Neuengamme   |                                |
| 1384     | Neuengammer Hausdeich 31                                                                                | großes Vierländer Bauernhaus des ausgehenden 19. Jahrhunderts | 22.07.2003 |            | Neuengamme   |                                |
| 1408     | Achter de Wisch 23                                                                                      | vermutlich sehr altes, möglicherweise im 16. Jahrhundert in traditioneller Bauweise errichtetes Fachwerkhaus | 10.12.2003 |            | Neuengamme   |                                |
| 1413     | Grote Stegel 12                                                                                         | eingeschossiges Fachwerkwohnhaus | 21.01.2004 |            | Neuengamme   |                                |
| 1418     | Neuengammer Hausdeich 101                                                                               | Ensemble, bestehend aus dem 1889 bis 1890 erbauten Vierländer Bauernhaus und der historischen Pflasterung Die Kartierung des Ensembles ist in der Denkmalliste hinterlegt. | 22.03.2004 |            | Neuengamme   |                                |
| 1419     | Neuengammer Hausdeich 511                                                                               | eingeschossiges, wahrscheinlich 1887 erbautes Wohnhaus | 22.03.2004 |            | Neuengamme   |                                |
| 1431     | Neuengammer Hausdeich 221                                                                               | 1881 errichtetes Wohnwirtschaftsgebäude | 07.06.2004 |            | Neuengamme   |                                |
| 1438     | Grote Stegel 4                                                                                          | Ensemble, bestehend aus dem 1753 erbauten ehemaligen Zweifamilienhaus in Fachwerkbauweise und dem um 1910 erbauten Nebengebäude (Stall- und/oder Lagergebäude) | 08.07.2004 |            | Neuengamme   |                                |
| 1495     | Neuengammer Hausdeich nordöstlich Nr. 649, Vorderdeich                                                  | Grenzstein | 26.09.2005 |            | Neuengamme   |                                |
| 1502     | Neuengammer Hinterdeich, Reitbrooker Hinterdeich                                                        | Grenzstein | 17.10.2005 |            | Neuengamme   |                                |
| 1624     | Neuengammer Hausdeich 649                                                                               | laut Inschrift durch Siemon Eggers 1769 erbautes Wohnhaus | 30.10.2007 |            | Neuengamme   |                                |
| 1696     | Karkenstegel 5                                                                                          | archäologischer Fundplatz 51 in Neuengamme. Hinweis: Die Eintragungen in der Denkmalliste der St. Johannis-Kirche unter der Nummer 7 vom 9. September 1921 und ihrer Umgebung unter der Nummer 61 vom 17. September 1928 bleiben bestehen. | 27.01.2009 |            | Neuengamme   |                                |
| 53       | Alter Kirchdeich 5                                                                                      | die Kirche St. Pankratius in Ochsenwerder, einschiffiger Ziegelbau mit fünfseitigem Chorschluss und dreigeschossigem Westturm aus den Jahren 1673 bis 1674 und 1740. Mansarddach mit Pfannendeckung. Hinweis: Die Umgebung der Kirche wurde am 23. November 1928 unter der Nummer 70 in die Denkmalliste eingetragen, das Flurstück 250 als Bodendenkmal am 27. Januar 2009 unter der Nummer 1697. | 27.02.1926 |            | Ochsenwerder |                                |
| 70       | Alter Kirchdeich 3, 8                                                                                   | die Umgebung mit Pastorat der als Baudenkmal geschützten St. Pankratiuskirche in Ochsenwerder. Hinweis: Die St. Pankratiuskirche wurde bereits am 27. Februar 1926 unter der Nummer 53 in die Denkmalliste eingetragen. | 23.11.1928 | 30.03.1929 | Ochsenwerder |                                |
| 273      | Ochsenwerder Norderdeich 278                                                                            | die Großkate, Backsteinfachwerkbau von 1637 mit abgewalmtem Reetdach 131 | 17.04.1942 | 18.11.1969 | Ochsenwerder |                                |
| 595      | Ochsenwerder Norderdeich 178                                                                            | Fachwerkkate mit reetgedecktem Krüppelwalmdach | 27.06.1979 |            | Ochsenwerder |                                |
| 596      | Ochsenwerder Norderdeich 140                                                                            | reetgedeckte Großkate | 24.07.1979 | 28.12.1988 | Ochsenwerder |                                |
| 1498     | Ochsenwerder Landscheideweg                                                                             | Grenzstein | 26.09.2005 |            | Ochsenwerder |                                |
| 1697     | Alter Kirchdeich 5                                                                                      | archäologischer Fundplatz 26 in Ochsenwerder. Hinweis: Die Eintragung in der Denkmalliste der St. Pankratius-Kirche vom 27. Februar 1926 unter der Nummer 53 bleibt bestehen. | 27.01.2009 |            | Ochsenwerder |                                |
| 120      | Vorderdeich 5                                                                                           | Marschländer Bauernhaus, Hufnerhaus von 1605 mit zweigeschossigem Querhaus auf T-förmigem Grundriss, Fachwerk, Reetdach nebst den Windbäumen vor dem Haus als nähere Umgebung | 05.08.1937 |            | Reitbrook    |                                |
| 275      | Vorderdeich 11                                                                                          | Holländer Windmühle von 1870, massiver Unterbau von quadratischem Grundriss mit Galerieumgang, achteckigem hölzernen Mühlenaufbau und drehbarer Haube mit Windrose, seit den 1920er Jahren mit Elektromotor betrieben, bis 1941 wirtschaftlich genutzt | 17.04.1942 |            | Reitbrook    |                                |
| 597      | Vorderdeich 9                                                                                           | reetgedeckte Fachwerkkate, erbaut in der zweiten Hälfte des 18. Jahrhunderts. Geburtshaus von A. Lichtwark | 03.09.1979 |            | Reitbrook    |                                |
| 841      | Vorderdeich 75                                                                                          | Gesamtanlage ehemaliger Mundt-Hof, bestehend aus dem Wohnwirtschaftsgebäude von 1911 (nach Plänen von C. Kahlbrandt unter Verwendung von Resten des abgebrannten Vorgängerbaus errichtet) sowie der unmittelbaren Umgebung mit Bäumen und Pflasterung Die Kartierung mit den Grenzen der Gesamtanlage ist in der Denkmalliste hinterlegt. | 28.07.1987 |            | Reitbrook    |                                |
| 253      | Hausdeich 5                                                                                             | zwei Grabsteine von 1663 in Hamburg-Tatenberg | 16.02.1942 | 12.03.1943 | Tatenberg    |                                |
| 274      | Tatenberger Deich 167, 169                                                                              | Großkate Hamburg-Tatenberg, Backsteinfachwerkbau des 17. Jahrhunderts mit abgewalmten Reetdach | 17.04.1942 |            | Tatenberg    |                                |
| 359      | Hausdeich 245                                                                                           | Bauernhaus | 18.09.1947 | 01.04.1953 | Tatenberg    |                                |
| 1067     | Hofschläger Weg 1                                                                                       | Gesamtanlage, bestehend aus dem Schul- und Wohngebäude, dem Schulhof mit Umfriedung, dem Außentreppenabgang, der Kastanie und dem Vorgarten mit Befriedung Die Kartierung mit den Grenzen der Gesamtanlage ist in der Denkmalliste hinterlegt. | 24.10.1995 |            | Tatenberg    |                                |